# Flaumont-Waudrechies
Flaumont-Waudrechies ist eine französische Gemeinde im Département Nord in der Region Hauts-de-France. Sie gehört zum Arrondissement Avesnes-sur-Helpe und zum Kanton Fourmies.

## Geografie
Die Gemeinde Flaumont-Waudrechies liegt an der Helpe Majeure im Regionalen Naturpark Avesnois, 14 Kilometer südlich von Maubeuge und 15 Kilometer westlich der Grenze zu Belgien. Sie grenzt im Westen und im Norden an Bas-Lieu, im Nordosten an Beugnies und Felleries, im Osten an Sémeries und im Süden an Avesnelles. Die Bewohner nennen sich Flaumontois oder Flaumontoises.
Vom 20. Juli 1901 bis zum 16. August 1941 war die Eisenbahnstrecke von Avesnes-sur-Helpe nach Sars-Poteries in Betrieb, die auch Flaumont-Waudrechies bediente.

## Bevölkerungsentwicklung
| Jahr                       | 1962 | 1968 | 1975 | 1982 | 1990 | 1999 | 2008 | 2013 | 2020 |
| Einwohner                  | 431  | 392  | 320  | 315  | 352  | 353  | 368  | 385  | 356  |
| Quellen: Cassini und INSEE |      |      |      |      |      |      |      |      |      |

## Sehenswürdigkeiten
- Kirche Saint-Victor in Flaumont
- Kapelle Sainte-Aldegonde in Waudrechies, Monument historique
- Oratorium von Duchesne, Monument historique, und weitere Bildstöcke
- Gefallenendenkmal
- Oppidum
- Konzertplatz
- Wassermühle aus dem Jahr 1745

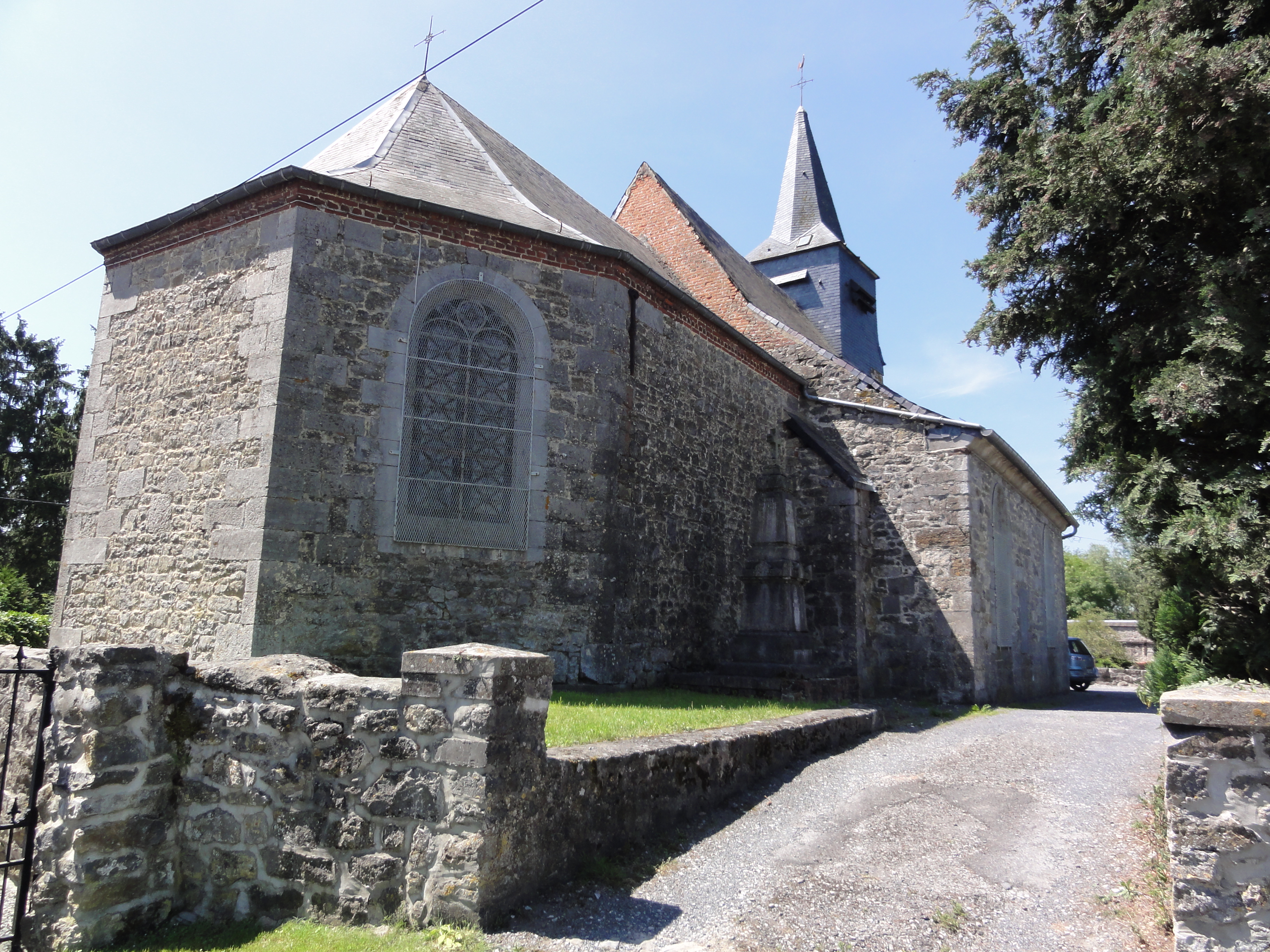
Kirche Saint-Victor
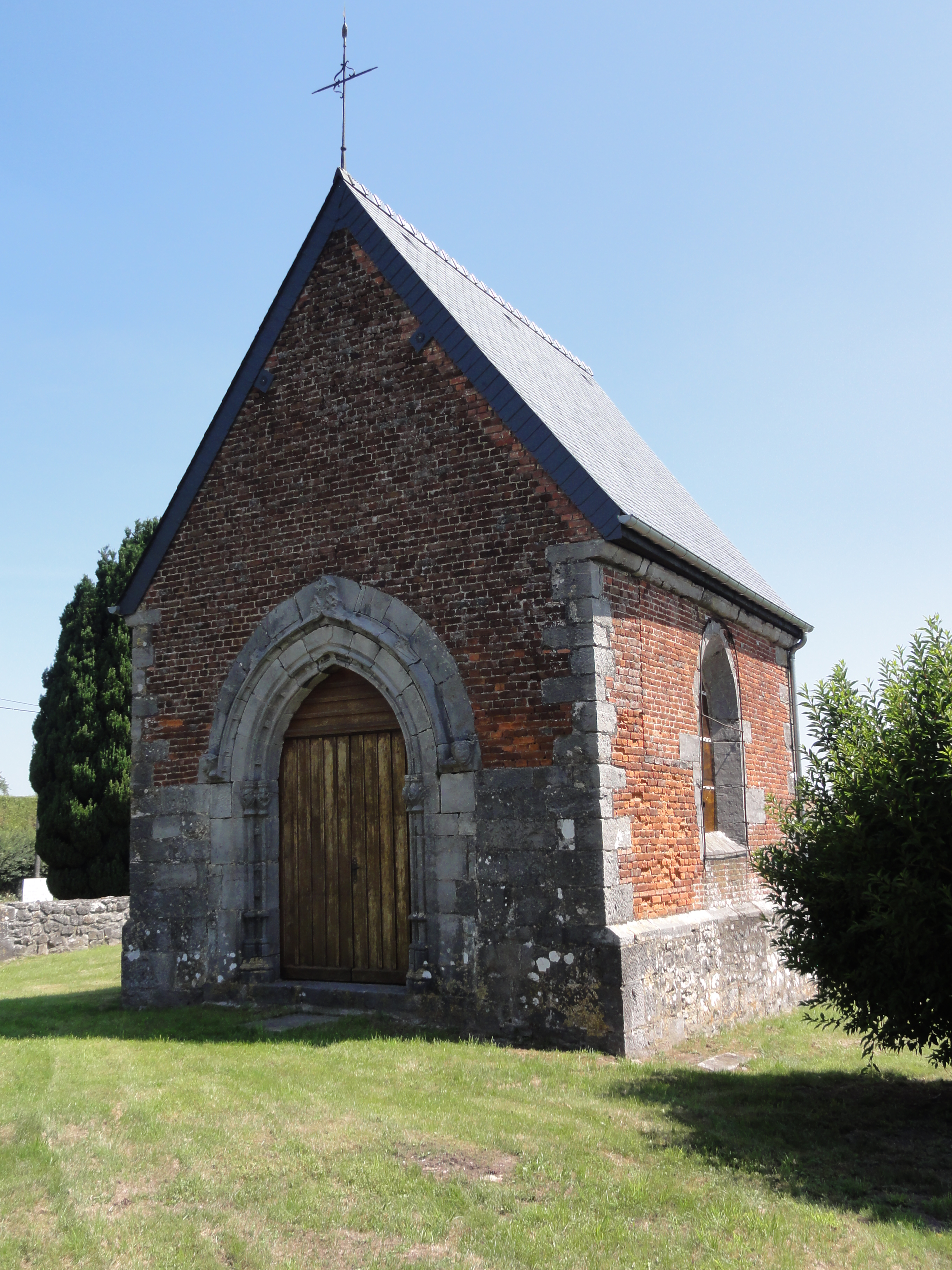
Kapelle Sainte-Aldegonde
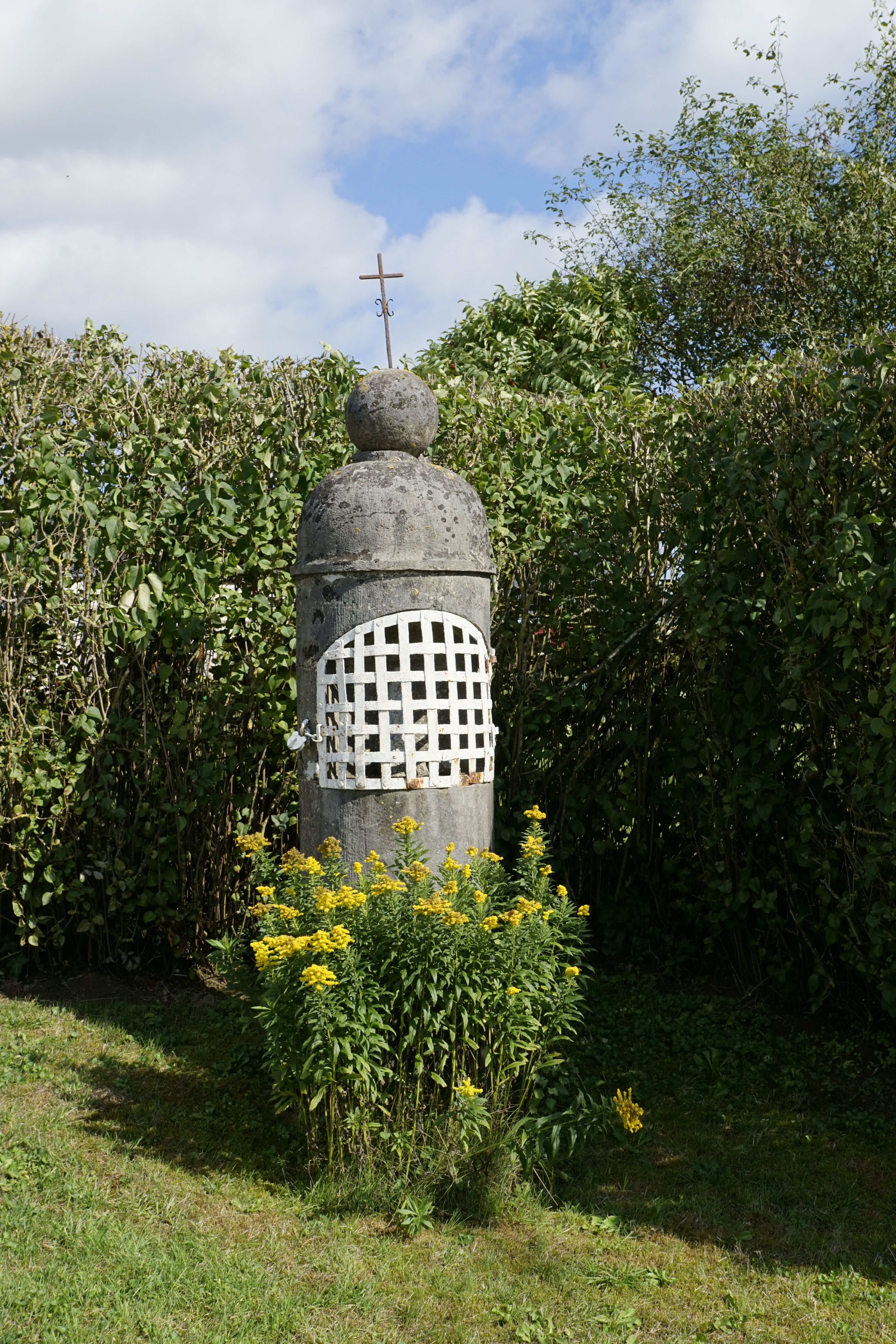
Oratorium von Duchesne
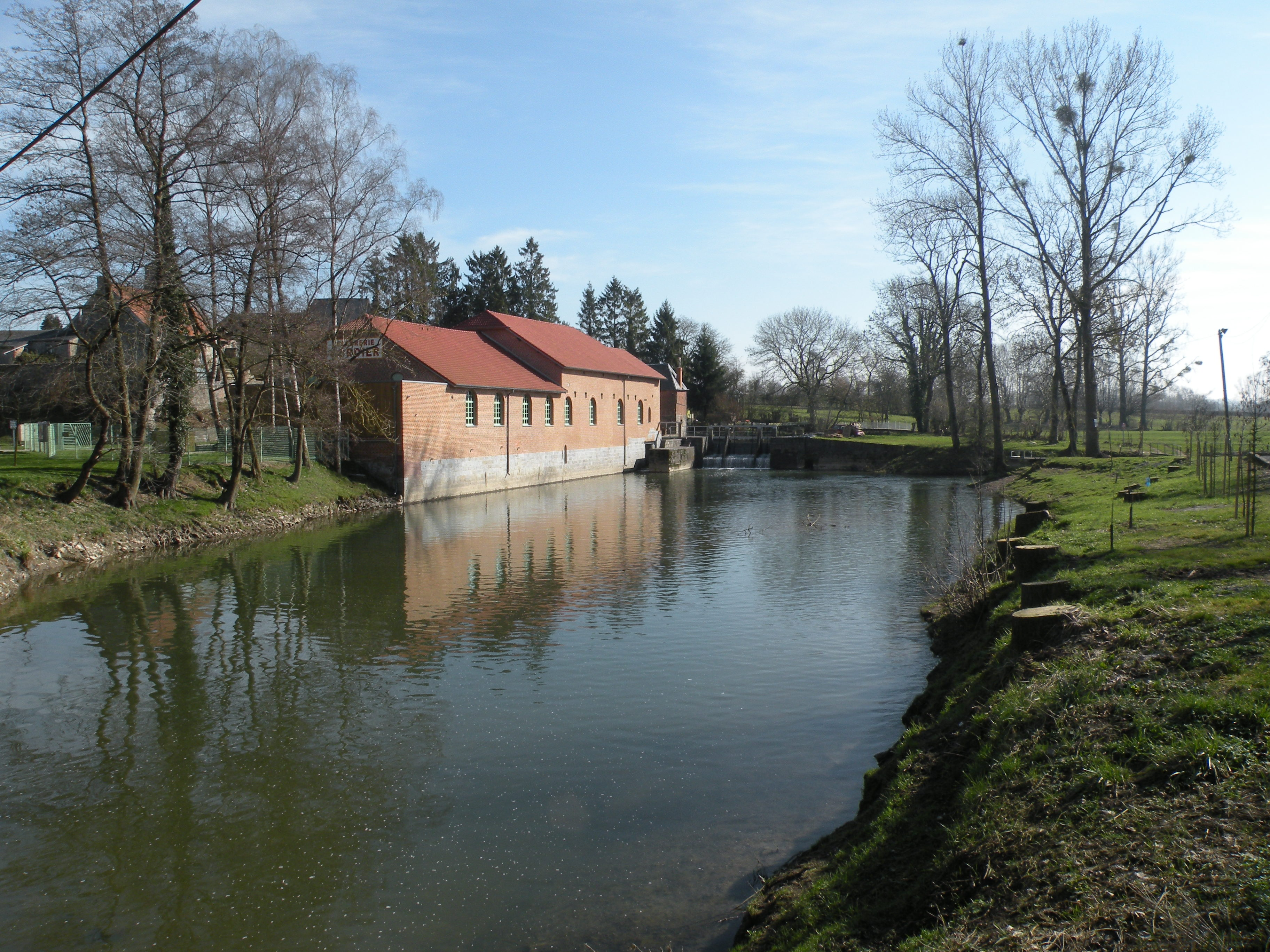
Die Helpe Majeure in Flaumont